# Régis Dubos
Régis Dubos, parfois orthographié Régis Dubost, né le 16 novembre 1933 à Marmande et mort le 18 mai 2000 à Saint-Cloud,, est un acteur français.

## Biographie
Spécialisé dans le doublage, il était marié à Marianne Dubos, alors directrice du doublage à la Sonolab. Il est le père de la comédienne Mélody Dubos.
Il est surtout connu pour être la voix française de Leonard Nimoy alias Mr. Spock dans la série Star Trek, dont il a également réalisé l'adaptation en français avec Michel Collet.

## Filmographie

### Télévision
- 1967 : D'Iberville, épisode Une Chasse inespérée

## Doublage

### Séries télévisées
- Leonard Nimoy dans :
  - Star Trek : Mr Spock
  - Star Trek : La Nouvelle Génération : Mr Spock (saison 5, épisodes 7 et 8 Unification)
- Dan Blocker dans :
  - Bonanza : Eric « Hoss » Cartwright

### Programmes jeunesse
- 1970-1970 : Lancelot agent secret : plusieurs personnages

### Séries animées
- 1966 : Minifée : père de Minifée
- 1975 : Reinefeuille et Koursansak : Sandiss
- 1976 : Candy : William Albert André
- 1992 : La Légende de Croc-Blanc : Salek

### Adaptations
- 1969 : Star Trek
- 2002 : Les Aventures extraordinaires de Blinky Bill[5]